# Chorvatská pravoslavná církev

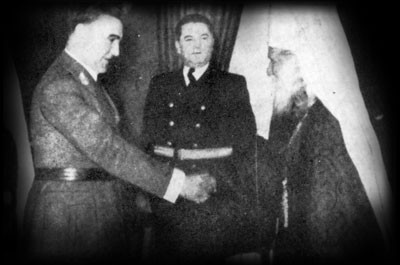
Nacista Ustasha Ante Pavelić (vlevo) a Andrija Artuković (uprostřed) se setkávají s Hermogenem.

Chorvatská pravoslavná církev (chorvatsky : Hrvatska pravoslavna crkva) byl náboženský orgán vytvořený během druhé světové války fašistickým režimem Ustaše v Nezávislém státě Chorvatsko (NDH). Vznikla s cílem asimilovat zbývající srbskou menšinu a také sjednotit ostatní pravoslavné komunity do státní pravoslavné církve řeckého stylu. 
Pravoslavné církve neuznaly chorvatskou pravoslavnou církev během její existence. 

## Historie
Chorvatská pravoslavná církev vznikla v éře nezávislého chorvatského státu (NDH). V období nezávislého chorvatského státu (NDH) se chorvatské pravoslaví mělo stát třetím povoleným náboženstvím v zemi. Jeho členové byli oproštěni od nošení bílé pásky označující ostatní pravoslavné a obdrželi i další výhody. Patriarchou se stal ruský emigrantský mnich Grigorije Maksimov, který byl nalezen v zapadlém klášteře ve Srijemu. Po uvedení do úřadu přijal jméno Germogen.